# National Highway 26
National Highway 26 (NH 26) ist eine Hauptfernstraße im Norden des Staates Indien mit einer Länge von 396 Kilometern. Sie beginnt im Bundesstaat Uttar Pradesh in Jhansi und führt nach 128 km durch einen Zipfel dieses Bundesstaats weitere 268 km durch den benachbarten Bundesstaat Madhya Pradesh nach Lakhnadon an den NH 7. Der NH 26 verläuft über Deori und Narsinghpur.